# 神野村 (佐賀県)

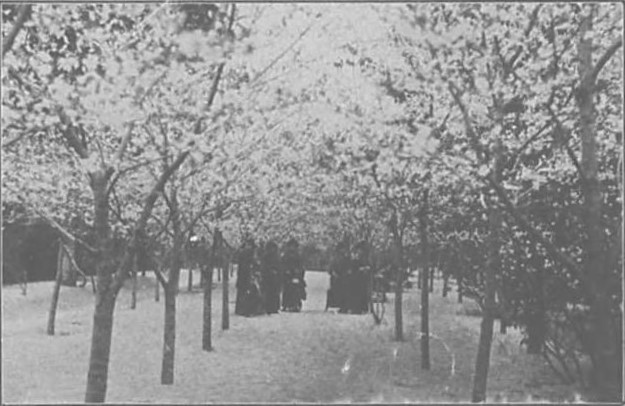
神野御茶屋（現・神野公園、1912年発行の『日本写真帖』より）

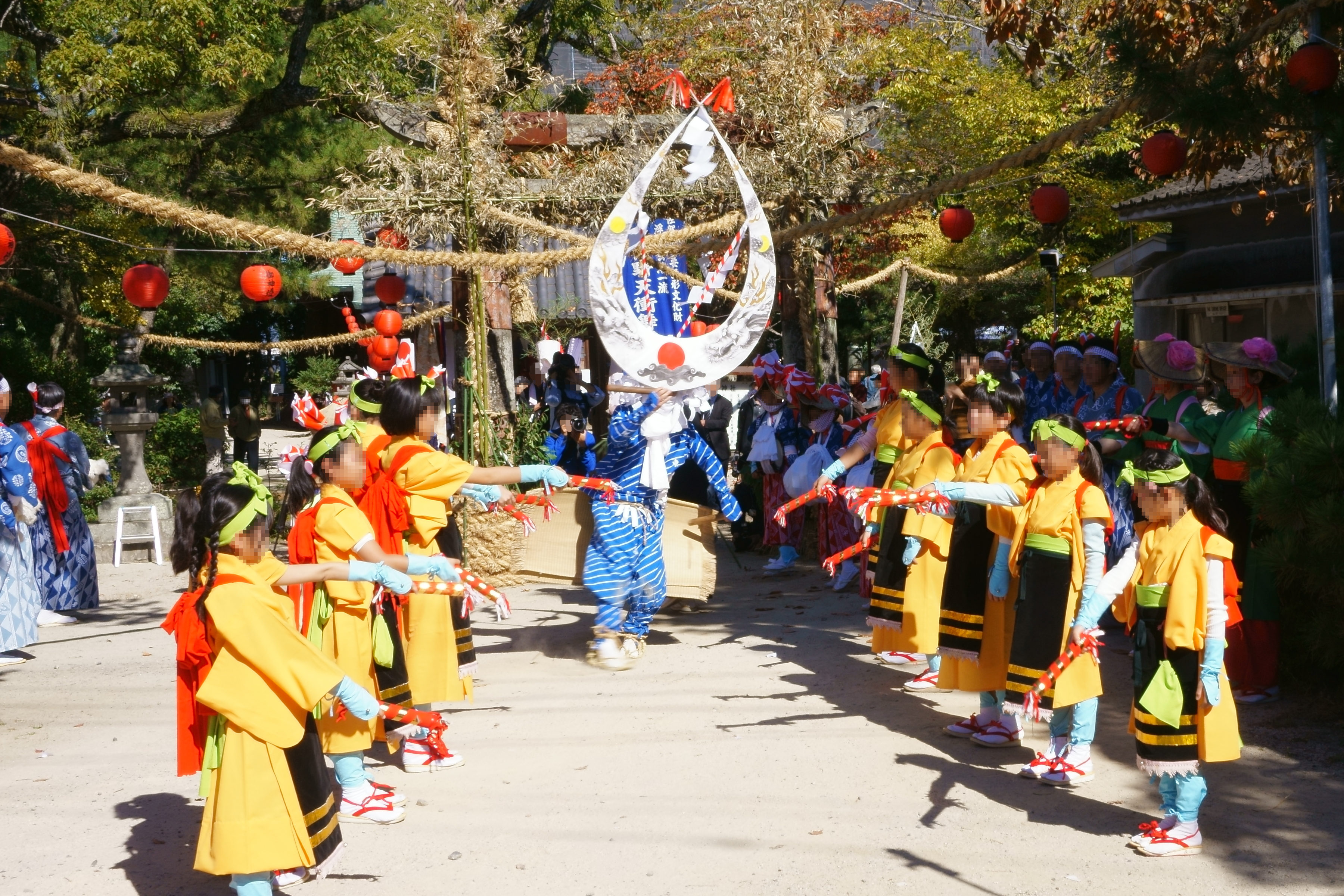
掘江神社の浮立「玄蕃一流」

神野村（こうのむら）は、佐賀県佐賀郡にあった村。現在の佐賀市の一部にあたる。

## 地理
佐賀平野の中央部、多布施川の東岸に位置していた。

## 歴史
- 1889年（明治22年）4月1日、町村制の施行により、佐賀郡神野村、多布施村、大財村が合併して村制施行し、神野村が発足[1][2]。旧村名を継承した神野、多布施、大財の3大字を編成[2]。
- 1918年（大正7年）佐賀紡績が設立し、のち大和紡績佐賀工場となる[2]。（現在、工場跡地はどんどんどんの森となっている。）
- 1922年（大正11年）10月1日、佐賀市に編入され廃止された[1][2]。編入後、佐賀市神野町[2]・上多布施町[3]・大財町[4]となる。

現在の町名では、愛敬町、神野東、栄町、天神、中折町、緑小路の全域および伊勢町、駅前中央、駅南本町、大財、大財北町、開成、神園、神野西、呉服元町、昭栄町、白山、新栄西、新栄東、新生町、新中町、成章町、高木町、多布施、天祐、天祐団地、唐人、長瀬町、八丁畷町、六座町、若宮の各一部。

### 地名の由来
佐賀郡高木村の潟崎の洲にあった芦野を堀江神社（掘江神社）の神領地に寄付し、それを次第に開拓して村としたことから。

## 産業
- 農業[2]
- 物産：米、麦、豆[2]

## 交通

### 鉄道
- 1891年（明治24年）九州鉄道（現長崎本線）佐賀駅開設[2]。
- 1912年（大正元年）川上軌道（佐賀電気軌道）株式会社設立[2]。1937年（昭和12年）バスに転換された[2]。

## 教育
- 1904年（明治37年）神野尋常小学校が神野尋常高等小学校となる[2]。